# Scolopendra angusticollis
Scolopendra angusticollis är en mångfotingart som beskrevs av Murray 1887. Scolopendra angusticollis ingår i släktet Scolopendra och familjen Scolopendridae.
Artens utbredningsområde är Nigeria. Inga underarter finns listade i Catalogue of Life.